# Super Gem Fighter Mini Mix
Super Gem Fighter Mini Mix (Japans: ポケット ファイター, Pocket Fighter), is een videospel dat werd ontwikkeld en uitgegeven door Capcom. Het spel kwam in 1997 uit als arcadespel en later volgde andere platforms. Het spel bevat een aantal bekende Capcom personages.

## Platforms
| Jaar | Platform                 |
| ---- | ------------------------ |
| 1997 | Arcade                   |
| 1998 | PlayStation, SEGA Saturn |
| 2000 | WonderSwan               |
| 2011 | PSP, PlayStation 3       |
| 2012 | PS Vita                  |

## Ontvangst
| Beoordeeld door                     | Platform    | Datum             | Score |
| ----------------------------------- | ----------- | ----------------- | ----- |
| NowGamer                            | PlayStation | 11 juni 1998      | 84%   |
| SEGA-Mag (Objectif-SEGA)            | SEGA Saturn | 26 april 2009     | 80%   |
| Digital Press - Classic Video Games | PlayStation | 13 september 2005 | 80%   |
| Absolute Playstation                | PlayStation | november 1998     | 80%   |
| Power Unlimited                     | PlayStation | december 1998     | 79%   |
| Mega Fun                            | PlayStation | augustus 1998     | 78%   |
| Game Informer Magazine              | PlayStation | november 2004     | 60%   |
| GameSpot                            | PlayStation | 9 juli 1998       | 35%   |